# Virginia Andrews
Cleo Virginia Andrews, meglio conosciuta come V. C. Andrews o Virginia C. Andrews, (Portsmouth, 6 giugno 1923 – 19 dicembre 1986), è stata una scrittrice statunitense.
È nata a Portsmouth, in Virginia, ed è morta di cancro al seno all'età di 63 anni. Dopo la sua morte, molti romanzi successivi sono stati scritti da Andrew Neiderman, usando lo pseudonimo della Andrews.

## Biografia
La Andrews nacque a Portsmouth, Virginia, la più giovane ed unica figlia femmina di Lillian Lilnora (Parker), operatrice telefonica, e William Henry Andrews, un produttore di utensili e stampi. Aveva due fratelli maggiori, William Jr. ed Eugene. Andrews è cresciuto frequentando le chiese battiste del sud e metodiste. Da adolescente, la Andrews cadde dalla tromba delle scale della scuola, provocandosi gravi lesioni alla schiena. Il successivo intervento chirurgico per correggere queste lesioni le provocò un'artrite paralizzante che la costrinsero ad usare stampelle ed una sedia a rotelle per gran parte della sua vita. Tuttavia, la Andrews, che si era sempre mostrata promettente come artista, fu in grado di completare da casa un corso per corrispondenza di quattro anni e presto divenne un'artista commerciale, illustratrice e ritrattista di successo, usando le sue commissioni artistiche per sostenere la famiglia dopo la morte del padre nel 1957.
Più tardi nella vita, Andrews si dedicò alla scrittura. Il suo primo romanzo, intitolato Gods of Green Mountain, è stato uno sforzo di fantascienza che è rimasto inedito durante la sua vita, ma è stato pubblicato come 
e-book nel 2004. Nel 1975, la Andrews completò un manoscritto per un romanzo che ha intitolato Fiori senza sole. "L'ho scritto in due settimane", disse la Andrews. Il romanzo le venne restituito con il suggerimento di "ravvivare" ed espandere la storia. Nelle interviste successive, la Andrews afferma di aver effettuato le revisioni necessarie in una sola notte. Il romanzo, pubblicato nel 1979, è stato un successo popolare immediato, raggiungendo la vetta della classifica dei bestseller in sole due settimane. Ogni anno da allora in poi fino alla sua morte, la Andrews ha pubblicato un nuovo romanzo, ogni pubblicazione ha fatto ottenere alla Andrews sempre più grandi progressi ed un crescente numero di lettori.
La Andrews morì di cancro al seno il 19 dicembre 1986 a Virginia Beach, in Virginia ed è stata sepolta all'Olive Branch Cemetery di Portsmouth. Dopo la sua morte, la sua famiglia ha assunto un ghostwriter, Andrew Neiderman, per terminare i manoscritti che aveva iniziato. Avrebbe completato i due romanzi successivi, Garden of Shadows e Fallen Hearts, che furono pubblicati subito dopo. Questi due romanzi sono considerati gli ultimi a portare il nome "V.C. Andrews" e ad essere quasi completamente scritti dalla stessa Andrews.

## Stile
I romanzi della Andrews combinano l'orrore gotico e la saga familiare, che ruotano attorno a segreti di famiglia e all'amore proibito (spesso coinvolgendo temi di incesto consensuale, il più delle volte tra fratelli). Il suo romanzo più noto è il bestseller Fiori senza sole (1979), una storia di quattro bambini introdotti di nascosto nell'attico della loro ricca e devota nonna e tenuti prigionieri dalla madre.
I suoi romanzi hanno avuto abbastanza successo che dopo la morte di Andrews, la sua tenuta ha assunto un ghost writer, Andrew Neiderman, per continuare a scrivere romanzi da pubblicare sotto il suo nome. Nel valutare una carenza nelle sue dichiarazioni dei redditi immobiliari, l'Internal Revenue Service ha sostenuto (con successo) che il nome di Virginia Andrews era un bene commerciale prezioso, il cui valore dovrebbe essere incluso nel suo patrimonio lordo.
I suoi romanzi sono stati tradotti in ceco, francese, italiano, tedesco, spagnolo, olandese, giapponese, coreano, turco, greco, finlandese, ungherese, svedese, polacco, portoghese, lituano, cinese, russo ed ebraico.

## Opere

### Di V.C. Andrews e Andrew Neiderman

#### Serie Dollanganger
La prima serie di romanzi della Andrews è stata pubblicata tra il 1979 e il 1987.
Fiori senza sole e Petali di tenebra si concentrano sui bambini: Chris, Cathy, Cory e Carrie, che, dopo aver perso il padre in un incidente, vengono imprigionati in un attico dalla madre e dalla nonna; Fiori senza sole racconta la loro incarcerazione, la morte di un bambino e la successiva fuga degli altri tre, con Petali di tenebra che riprende subito dopo. Con If There Be Thorns e Seeds of Yesterday, la storia include anche i figli di Cathy, Jory e Bart, dopo che una donna misteriosa e il suo maggiordomo si sono trasferiti nella porta accanto, mettendo gradualmente Bart contro i suoi genitori. Garden of Shadows è un prequel che racconta la storia dei nonni e anche il modo in cui i genitori sono stati coinvolti.
- Fiori senza sole (Flowers in the Attic) (1979)
- Petali di tenebra (Petals on the Wind) (1980)
- If There Be Thorns (1981)
- Seeds of Yesterday (1984)
- Garden of Shadows (1987) (di V. C. Andrews e Andrew Neiderman)

#### Audrina
- Dolce, cara Audrina (My Sweet Audrina) (1982) di Virginia Andrews
- Whitefern (2016) di Andrew Neiderman

#### Serie Casteel
I cinque romanzi che compongono l'ultima serie conosciuta iniziata dalla Andrews sono stati pubblicati tra il 1985 e il 1990. Solo i primi due sono apparsi prima della sua morte. Questa serie ripercorre le vite di una famiglia travagliata della Virginia Occidentale, originariamente dal punto di vista del Heaven, una giovane ragazza la cui madre è morta durante il parto e ha un rapporto di amore/odio con suo padre e, più tardi, con la figlia del Heaven, Annie, con il quinto e ultimo romanzo incentrato su Leigh, sua madre.
- Il seme dell'odio (Heaven) (1985)
- L'angelo della notte (Dark Angel) (1986)
- Cuori in pericolo (Fallen Hearts) (1988) (iniziato dalla Andrews, terminato da Neiderman)
- I cancelli della felicità (Gates of Paradise) (1989) ("ispirato" dalla Andrews, terminato da Neiderman)
- Web of Dreams (1990) ("ispirato" dalla Andrews, terminato da Neiderman)

### Di Andrew Neiderman

#### Serie Cutler
Questa serie è stata scritta interamente da Neiderman. Essa copre quasi 80 anni di storia della famiglia Cutler. I primi tre libri, L'ombra del peccato, Secrets of the Morning e Twilight's Child, seguono il personaggio di Dawn dalla sua infanzia fino al suo matrimonio e al successivo ritorno alla villa dei Cutler. Midnight Whispers si concentra sulla figlia di Dawn, Christie. Darkest Hour, l'ultimo libro della serie, torna indietro nel tempo per concentrarsi sulla nonna di Dawn, Lillian.
- L'ombra del peccato (Dawn) (1990)
- Secrets of the Morning (1991)
- Twilight's Child (1992)
- Midnight Whispers (1992)
- Darkest Hour (1993)

#### Serie Landry
Questa serie di romanzi di Andrew Neiderman si concentra sulla famiglia Landry; Ruby Landry, sua figlia Pearl e la madre di Ruby Gabrielle (chiamata Gabriel in Tarnished Gold). I romanzi, ambientati nel bayou della Louisiana, sono stati pubblicati tra il 1994 e il 1996.
- Ruby (Ruby) (1994)
- La perla di Ruby (Pearl in the Mist) (1994)
- Il destino di Ruby (All That Glitters) (1995)
- Hidden Jewel (1995)
- Tarnished Gold (1996)

#### Serie Logan
La serie di Andrew Neiderman segue Melody Logan da un parcheggio per roulotte nella Virginia Occidentale fino a Cape Cod mentre aiuta i suoi parenti ad affrontare i problemi che preferirebbero seppellire. Melody è il personaggio principale di Melody, Heart Song e Unfinished Symphony. Il quarto libro, Music in the Night, racconta la storia della cugina di Melody, Laura, morta prima degli eventi del primo libro. Il quinto libro, Olivia, funge da prequel, con il personaggio principale che è la prozia di Melody Olivia.
- Melody (1996)
- Heart Song (1997)
- Unfinished Symphony (1997)
- Music in the Night (1998)
- Olivia (1999)

#### Serie Orphans
La serie Orphans di Andrew Neiderman si concentra sulle vite di quattro adolescenti orfani, Janet (Butterfly), Crystal, Brooke e Raven, che vengono mandati alla casa adottiva di Lakewood House.
- Butterfly (1998)
- Crystal (1998)
- Brooke (1998)
- Raven (1998)
- Runaways (1998)
- Orphans (2000) (omnibus)

#### Serie Wildflowers
La serie Wildflowers di Andrew Neiderman parla di un gruppo di ragazze in terapia di gruppo ordinata dal tribunale e del motivo per cui è stato loro ordinato di partecipare. I primi quattro servono come prequel alle sessioni di terapia mentre l'ultimo si occupa di ciò che è accaduto dopo. Il sesto libro è la raccolta delle prime quattro storie della serie.
- Misty (1999)
- Star (1999)
- Jade (1999)
- Cat (1999)
- Into the Garden (1999)
- The Wildflowers (2001) (omnibus)

#### Serie Hudson
La serie Hudson di Andrew Neiderman racconta la storia di Rain Arnold Hudson, un bambino concepito in una relazione birazziale tra un uomo di colore e una ricca donna bianca. La sua storia è raccontata in Rain, Lightning Strikes e Eye of the Storm. Il quarto libro, The End of the Rainbow, è la storia di sua figlia Summer. La serie si era conclusa con solo quattro libri fino all'annuncio di un prequel, intitolato Gathering Clouds. Il libro è stato pubblicato insieme all'adattamento cinematografico di Rain e ha rivelato la storia della madre naturale di Rain.
- Rain (2000)
- Lightning Strikes (2000)
- Eye of the Storm (2000)
- The End of the Rainbow (2001)
- Gathering Clouds (2007, contenuto nel DVD del film Rain, pubblicato il 29 maggio 2007)

#### Serie Shooting Stars
La serie Shooting Stars di Andrew Neiderman racconta le storie di quattro ragazze, ognuna con un background, un'educazione e un talento diversi. I primi quattro libri sono incentrati su una delle ragazze, Cinnamon, un'attrice che si occupa di sua nonna prepotente, Ice, una cantante la cui madre vorrebbe non avere mai una figlia, Rose, una ballerina che si occupa delle ramificazioni del suicidio di suo padre, e Honey, un violinista il cui nonno vede il peccato in ogni cosa. L'ultimo libro è Falling Stars, raccontato dal punto di vista di Honey, in cui le quattro ragazze si incontrano alla Senetsky School for the Arts di New York dove cercano di scoprire i segreti della loro istruttrice, Madame Senetsky.
- Cinnamon (2001)
- Ice (2001)
- Rose (2001)
- Honey (2001)
- Falling Stars (2001)
- Shooting Stars (2002) (omnibus)

#### Serie DeBeers
La serie della famiglia DeBeers di Andrew Neiderman è la storia di Willow DeBeers, che apprende dal diario di suo padre che la sua vera madre era stata una paziente di suo padre. I primi due libri, Willow e Wicked Forest, riguardano il suo incontro con la madre e il fratellastro a Palm Beach, in Florida, il suo matrimonio che si conclude con una nota amara e la nascita di sua figlia Hannah, che è la protagonista di Twisted Roots. Into the Woods è il primo prequel della serie incentrato su Grace, la madre di Willow, e cosa l'ha portata all'ospedale. Hidden Leaves e Dark Seed sono entrambi raccontati dal punto di vista del padre di Willow, Claude, e raccontano come ha incontrato Grace e come è nata Willow. Alcuni romanzi della serie DeBeers contengono lettere di personaggi di altri romanzi di V.C. Andrews, come Ruby Landry e Annie Stonewall.
- Willow (2002)
- Wicked Forest (2002)
- Twisted Roots (2002)
- Into the Woods (2003)
- Hidden Leaves (2003)
- Dark Seed (2001) (un e-book incluso con Hidden Leaves)

#### Serie Broken Wings
La serie Broken Wing di Andrew Neiderman parla di tre giovani delinquenti, Robin Taylor, Teal Sommers e Phoebe Elder, che recitano ciascuno per vari motivi. Vengono mandate alla Dr. Foreman's School for Girls, gestita dal violento Dr. Foreman, in una parte isolata del sud-ovest.
- Broken Wings (2003)
- Midnight Flight (2003)

#### Serie Gemini
La serie Gemini segue Celeste, una giovane ragazza che viene costretta dalla madre fanatica della New Age ad assumere l'identità del fratello gemello morto Noble. La storia di Celeste è raccontata in Celeste e Black Cat. Il terzo libro, Child of Darkness, parla della figlia di Celeste, Baby Celeste.
- Celeste (2004)
- Black Cat (2004)
- Child of Darkness (2005)

#### Serie Shadows
La serie Shadows parla di un'adolescente di nome April Taylor, bassa, poco talentuosa o popolare e grassa. Il primo libro si concentra sulla relazione di April con la sua atletica sorella maggiore Brenda e sulla morte dei loro genitori. Il secondo libro si concentra sulle avventure di aprile dopo essersi trasferito da una famiglia affidataria in California.
- April Shadows (2005)
- Girl in the Shadows (2006)

#### Serie Early Spring
L'unico romanzo di "The V. C. Andrews Trust", attraverso il quale Neiderman ha scritto i romanzi che seguirono la morte di Andrews, con protagonista una bambina in tutto il libro. Jordan March, a differenza di tutti gli altri personaggi principali di V.C. Andrews, che hanno tutti 12 o 16 anni, inizia a 6 anni, poi compie 7 anni. Si tratta di una bambina che si sta sviluppando troppo velocemente.
- Broken Flower (Ottobre 2006)
- Scattered Leaves (Febbraio 2007)

#### Serie Secrets
Secondo Neiderman, questa serie "seguirà la storia di due ragazze di una piccola città, un omicidio e la soffitta che usano e si trasformerà in qualcosa di molto speciale". Neiderman spiega che i due libri sono stati leggermente ispirati da una storia vera.
- Secrets in the Attic (Settembre 2007)
- Secrets in the Shadows (Aprile 2008)

#### Serie Delia
La serie Delia ruota attorno a una giovane ragazza latina (Delia), i cui genitori sono morti in un incidente con un camion in Messico e come deve ora far fronte all'adattamento alla ricca e talvolta crudele famiglia messicano-americana di sua zia.
- Delia's Crossing (Settembre 2008)
- Delia's Heart (Dicembre 2008)
- Delia's Gift (Febbraio 2009)

#### Serie Heavenstone
- Heavenstone Secrets (2009)
- Secret Whispers (Marzo 2010)

#### Serie Kindred
- Daughter of Darkness (2010)
- Daughter of Light (2012)

#### Serie March Family
- Family Storms (2011)
- Cloudburst (2011)

#### Serie Forbidden
- The Forbidden Sister (2013)
- The Forbidden Heart [e-book] (2013)
- Roxy's Story (2013)

#### Serie Diary
- Christopher's Diary: Secrets of Foxworth (2014)
- Christopher's Diary: Echoes of Dollanganger (2015)
- Secret Brother (2015)

#### Serie Mirror Sisters
- The Mirror Sisters (2016)
- Broken Glass (2017)
- Shattered Memories (2017)

#### Serie Girls of Spindrift
Questa è una serie spin-off di Bittersweet Dreams pubblicata in formato e-book.
- Corliss (2017)
- Donna (2017)
- Mayfair (2018)
- Spindrift (2018)

#### Serie House of Secrets
- House of Secrets (2018)
- Echoes in the Walls (2018)
- Whispering Hearts (2020)

#### Serie Attic
- Beneath the Attic (2019)[9]
- Out of the Attic (2020)
- Shadows of Foxworth (2020)

#### Serie Umbrella
- The Umbrella Lady (2021)
- Out of the Rain (5 ottobre 2021)

## Adattamenti cinematografici e televisivi
- Fiori nell'attico (Flowers in the Attic), regia di Jeffrey Bloom (1987) – da Fiori senza sole
- Rain, regia di Craig DiBona (2006) – da Rain
- Flowers in the Attic, regia di Deborah Chow – film TV (2014) – da Fiori senza sole
- Petals on the Wind, regia di Karen Moncrieff – film TV (2014) – da Petali di tenebra
- If There Be Thorns, regia di Nancy Savoca – film TV (2015) – da If There Be Thorns
- Seeds of Yesterday, regia di Shawn Ku – film TV (2015) – da Seeds of Yesterday
- Mia dolce Audrina (My Sweet Audrina), regia di Mike Rohl – film TV (2016) – da Dolce, cara Audrina
- V.C. Andrews' Heaven, regia di Paul Shapiro, Jason Priestley, Gail Harvey e Mike Rohl – miniserie TV (2019) – da Il seme dell'odio
- Ruby (V.C. Andrews' Ruby), regia di Gail Harvey – film TV (2021) – da Ruby
- La perla di Ruby (V.C. Andrews' Pearl in the Mist), regia di David Bercovici-Artieda – film TV (2021) – da La perla di Ruby
- Il destino di Ruby (V.C. Andrews' All That Glitters), regia di Michael Robison – film TV (2021) – da Il destino di Ruby
- Il gioiello nascosto (V.C. Andrews' Hidden Jewel), regia di Michael Robison – film TV (2021) – da Hidden Jewel
- V.C. Andrews' Tarnished Gold – film TV (2021) – da Tarnished Gold
- Flowers in the Attic: The Origin, regia di Declan O'Dwyer e Robin Sheppard – miniserie TV, 2 episodi (2022) - da Garden of Shadows

## Filmografia
- Fiori nell'attico (Flowers in the Attic), regia di Jeffrey Bloom (1987) non accreditata